# Gozzano
Gozzano – miejscowość i gmina we Włoszech, w regionie Piemont, w prowincji Novara.
Według danych na rok 2004 gminę zamieszkiwało 5979 osób, 498,2 os./km².